# Jacky Gleich
Jacky Gleich (* 1964 in Darmstadt) ist eine deutsche Buchillustratorin, Trickfilmregisseurin und Malerin.

## Leben
Jacky Gleich ist in Rangsdorf in Brandenburg aufgewachsen. Sie studierte Animation an der Hochschule für Film und Fernsehen Potsdam und an der Hochschule für Bildende Künste Dresden. Sie realisierte zahlreiche Trickfilme (u. a. in ihrem eigenen Trickfilmstudio KREATUR 1993–97) und illustrierte seit 1995 rund 90 Bücher. Sie lebt seit 2012 in der Schweiz.

## Werke (Auswahl)
- Die Kleider des Herrn Zogg, Puppentrickfilm nach einem Text von Franz Hohler, 1993
- Ganz leicht, Zeichentrickfilm 1995
- Das geht doch nicht!, Text: Brigitte Schär, 1995
- Monsterbesuch!, Text: Brigitte Schär, 1996
- Das kleine große Mädchen, Text: Uri Orlev, 1996
- Hat Opa einen Anzug an?, Text: Amelie Fried, 1997
- Der haarige Dienstag, Text: Uri Orlev, 1997
- Joram und der Zauberhut, Text: David Grossmann, 1998
- Verlass mich nicht zur Kirschenzeit. Liebesgedichte, Text: Jutta Richter, 2000
- Ein richtig schöner Tag, Text: Bruno Blume, 2001
- Sei doch mal still, Text: Hanna Johansen, 2001
- Mama ist groß wie ein Turm, Text: Brigitte Schär, 2001
- Neues vom Waldhaus, Zeichentrickfilm, Text: Elke Heidenreich, 2001
- Katz und Maus, Text: Günter Grass, 2001
- Suche Oma, Text: Anja Tuckermann, 2001
- Mitten in der Nacht, Text: Bruno Blume, 2002
- Anna, genannt Humpelhexe, Text: Franz Fühmann, 2002
- Rosannas Bruder, Zeichentrickfilm, Text: Cornelia Funke, 2002
- Cassie liebt Beethoven, Text: Alan Arkin, 2002
- Es war einmal ein Mann, Text: James Krüss, 2002
- Der gestiefelte Kater, Text: Bruno Blume nach Ludwig Tieck, 2003
- Der Aufsatz, Text: Antonio Skármeta, 2003
- Von der Fee, die Feuer speien konnte, Text: Franz Fühmann, 2003
- Doris Zauberbein, Text: Franz Fühmann, 2004
- Gorilla Hobelia und langer Schatten, Text: Helena Olofsson, 2004
- Lelle, Text: Alexa Hennig von Lange, 2004
- Wie? Ein Jahreszeitenbuch, Text: Bruno Blume, 2005
- Der Handschuh, Text: Friedrich Schiller, 2005
- Die Schlittenfahrt, Text: Jan Koneffke, 2005
- wer liest, ist, Text: Bruno Blume, 2006, zusammen mit Verena Ballhaus, Quint Buchholz, Nadia Budde, Susanne Janssen
- Der Mond ist aufgegangen, Text: Matthias Claudius, 2006
- Fisch und Schokolade, Text: Irene Meyer u. a., 2006
- Das langgestreckte Wunder, Text: Thomas Rosenlöcher, 2006
- Lucia und das Drachenhalsband, Text: Rudolf Herfurtner, 2006
- Ein Sommernachtstraum, Text: Franz Fühmann nach William Shakespeare, 2007
- Ich steh an deiner Krippen hier, Text: Paul Gerhardt, 2007
- Mayas Handtäschchen, Text: Franz Hohler, 2008
- Opa Meume und ich, Text: Maggie Schneider, 2008, NA 2011
- Martin, Text: Doris Dörrie, 2009
- Ein Wintermärchen, Text: Franz Fühmann nach William Shakespeare, 2009
- Geh aus mein Herz und suche Freud, Text: Paul Gerhardt, 2009
- Dinosaurier im Mond, Text: Brigitte Schär, 2009
- Der Ostertisch, Text: Siegfried Lenz, 2009
- Als ich Maria war, Text: Jutta Richter, 2010
- Der Mann, der lieber tot sein wollte, Text: Thomas Rosenlöcher, 2010
- Der verlorene Otto, Text: Doris Dörrie, 2011
- Der Widerspenstigen Zähmung, Text: Barbara Kindermann nach William Shakespeare, 2014
- Wie heiraten eigentlich Trockennasenaffen?, Text: Ina Voigt, 2015
- Otto war nicht begeistert, Text: Jutta Richter, 2017
- Prinzessin auf dem Mist, Text: Tim Krohn, 2019
- Lulu in der Mitte, Text: Micha Friemel, 2020
- Oma Erbse, Text: Micha Friemel, 2021

Originalillustrationen u. a. in Die Zeit, Literaturen, chrismon, Der Bunte Hund.

## Ausstellungen
- 2002 Buchwochen Köln
- 2004 Theater im Marienbad, Freiburg
- 2005 Goethe, Schiller & Co – Klassiker für Kinder, Kommunale Galerie Wilmersdorf, Berlin[1]
- 2007 Galerie Kunstflügel (GEDOK), Rangsdorf
- 2007 Wangeliner Garten
- 2007/08 Gellert-Museum, Hainichen
- 2008 Altes Gefängnis Freising
- 2009 Koeppenhaus, Greifswald
- 2010 Bücherfest Sparkasse, Perleberg
- 2010 Centre Culturel Français, Freiburg[2]
- 2015 Retrospektive im Bilderbuchmuseum Burg Wissem, Troisdorf[3][4]
- 2017 Shakespeare D(r)amen: Illustrationen von Anke Feuchtenberger, Alice Wellinger, Susanne Janssen, Jacky Gleich, Pascale Küng zu Bruno Blumes Neufassungen, Alte Feuerwache Eichwalde[5]
- 2018 Die Nacht im Bilderbuch, Städtische Galerie Rosenheim[6]
- 2021 F.X. Muschelkalk München[7]
- 2021 Expeditionen ins Geschichtenland, St. Gallen[8]

## Auszeichnungen (Auswahl)
- 1997 Schnabelsteherpreis für Monsterbesuch!
- 1997 Kinderbuchpreis des Landes Nordrhein-Westfalen für Monsterbesuch!
- 1997 Ehrendiplom Die schönsten deutschen Bücher für Monsterbesuch!
- 1998 Deutscher Jugendliteraturpreis für Hat Opa einen Anzug an?
- 1998 Ehrendiplom Schönste Bücher aus aller Welt für Hat Opa einen Anzug an?
- 1998 Ehrendiplom der Stadt Leipzig für ausgezeichnete buchkünstlerische Leistungen für Hat Opa einen Anzug an?
- 1998 IBBY Honour List für Monsterbesuch!
- 1998 Ehrendiplom Die schönsten deutschen Bücher für Glittras Auftrag
- 1999 Ehrendiplom Die schönsten deutschen Bücher für Der haarige Dienstag
- 2000 Bayerischer Theaterpreis für die Ausstattung von Glittras Auftrag
- 2002 Ehrendiplom Die schönsten deutschen Bücher für Mama ist groß wie ein Turm
- 2004 Gustav-Heinemann-Friedenspreis für Kinder- und Jugendliteratur für Der Aufsatz
- 2004 Empfehlungsliste Katholischer Kinder- und Jugendbuchpreis für Der Aufsatz
- 2007 Nominierung für die BIB für Das langgestreckte Wunder
- 2008 Empfehlungsliste Rattenfänger-Literaturpreis für Das langgestreckte Wunder
- 2010 IBBY Honour List für Gufidaun
- 2010 Prix Chronos von Pro Senectute für Opa Meume und ich
- 2021 Nominierung für den Schweizer Kinder und Jugendliteraturpreis[9]